# Arch Linux
Arch Linux (výslovnost [a:č ˈlinəks]) je nezávislá linuxová distribuce vytvořená Juddem Vinetem, jenž se inspiroval distribucí CRUX Linux. Arch Linux je vyvíjen jako nenáročný, odlehčený a snadno přizpůsobitelný systém.

## Vlastnosti
Arch Linux je jednoduchá distribuce (ve smyslu vnitřní struktury, ne uživatelské přívětivosti), vhodná pro pokročilejší uživatele, kterým umožňuje přizpůsobit si systém specifickým potřebám, a to bez nadbytečných součástí. Instalace a konfigurace probíhá v textovém režimu. Jádro i balíčky jsou optimalizovány pro procesory architektur x86-64, komunitně pak i pro i686 a ARM. Nelze je provozovat na žádném nižším procesoru rodiny x86 (i386, i486, Pentium či Pentium MMX). Aktualizace se uskutečňuje pomocí balíčkovacího systému průběžně (rolling updates), denně jsou do zdrojů doplňovány nejnovější stabilní verze softwaru. Vydání instalačních médií Arch Linuxu zachycují stav aktualizovaného systému v době vydání. První verze se objevila 11. března 2002. Nové verze se díky (rolling updates) objevují prakticky denně, nové .ISO soubory bývají publikovány každý první den v měsíci. Dle názoru mnohých linuxových nadšenců je Wiki Arch Linuxu jednou z nejpovedenějších online dokumentací; jde o zdroj informací i pro uživatele ostatních linuxových distribucí.

## Balíčkový systém
Arch Linux obsahuje vlastní systém binárních balíčků, které jsou spravovány balíčkovacím systémem pacman. Arch také užívá balíčkový konstrukční systém Arch Build System podobný systému ports (ten je známý z BSD systémů), k jednoduchému vytváření balíčků ze zdrojových kódů. Kromě pěti oficiálních repozitářů je k dispozici AUR (Arch User Repository AUR), kam mohou vývojáři a uživatelé přidávat další software, jehož balíčky chybí v oficiálních zdrojích, a hlasovat o jejich zařazení do komunitního repozitáře. AUR taktéž využívá podobných možností jako ABS a tedy místo binárních balíčků šíří pouze soubory, které popisují jak získat zdrojové kódy, jak je sestavit a vytvořit z nich balíček, který bude možno nainstalovat. To vše probíhá automaticky a transparentně, uživatel tedy nemusí s kompilací samotnou vůbec přijít do styku.

## Odvozené distribuce
- Arch Linux ARM – portace pro architekturu ARM
- BlackArch – distribuce zaměřená na penetrační testování
- Manjaro Linux – odvozená distribuce, založená na Arch Linuxu a 100% kompatibilní
- Garuda Linux
- EndeavourOS – odvozená distribuce, založená na Arch Linuxu
- SteamOS – odvozená „herní“ distribuce vyvíjená společností Valve, designovaná pro platformu Steam a pro handheld Steam Deck.